# هوندا اس‌اس۱۲۵آ

هوندا اس‌اس۱۲۵آ (به انگلیسی: Honda SS125A) یک موتور سیکلت ژاپنی که از سال ۱۹۶۷ تا ۱۹۶۹ توسط کمپانی هوندا تولید می‌شود.

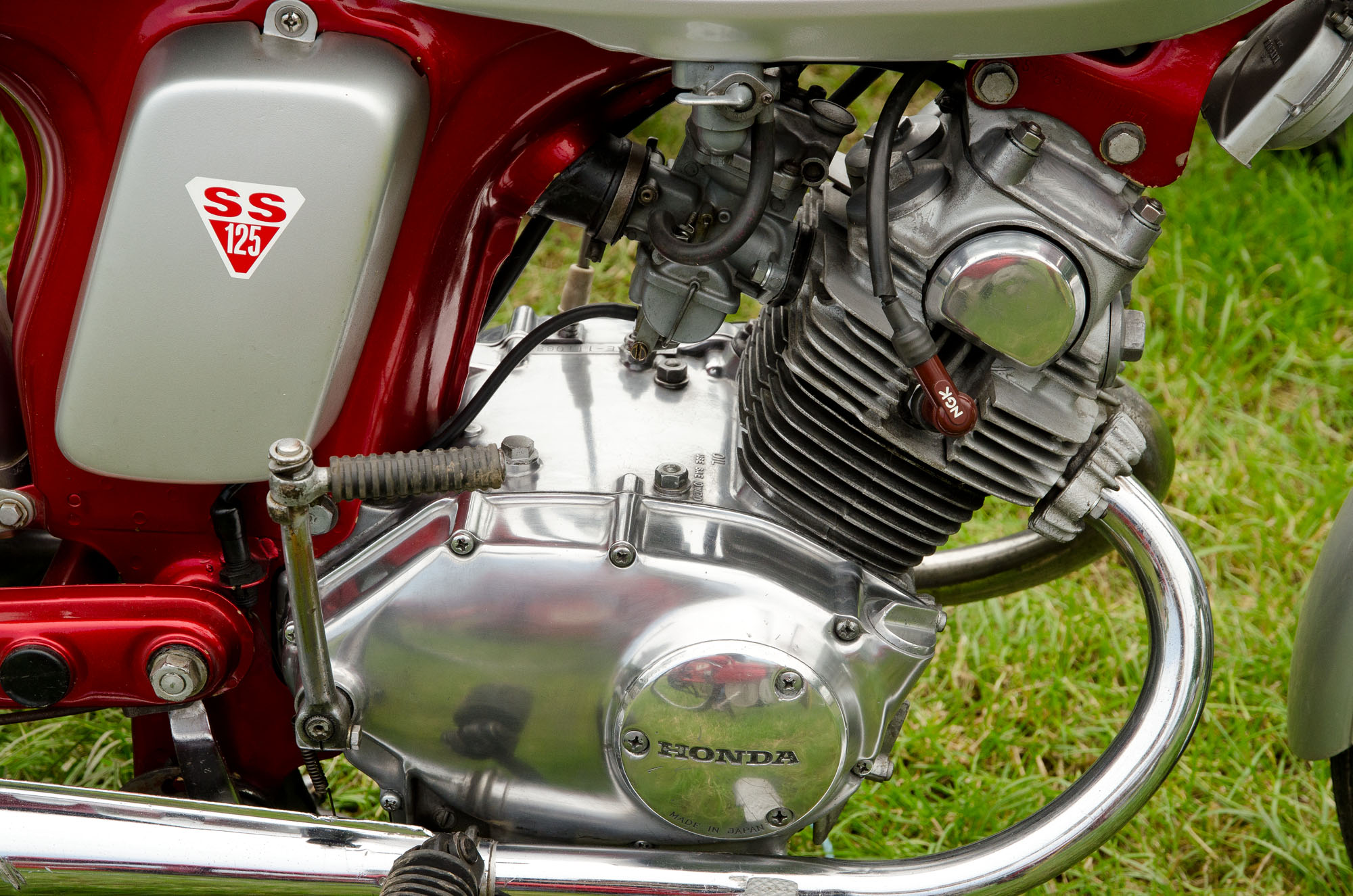
موتور «شیب دار» هوندا ۱۲۵ اس‌اس مدل ۱۹۶۹

علیرغم ظاهر شیک، موتور سیکلت به دلیل عدم عملکرد مورد انتقاد قرار گرفت به طوری که مدل هوندا سی‌بی۱۲۵ در ۱۹۷۱ جایگزین‌اش شد.